# الدوائر الانتخابية في الكويت
الدوائر الانتخابية في الكويت تنقسم دولة الكويت إلى خمسة دوائر انتخابية لعضوية مجلس الأمة. على أن تنتخب كل دائرة عشرة أعضاء للمجلس وأن يكون لكل ناخب حق الإدلاء بصوته لمرشح واحد في الدائرة المقيد فيها. يبلغ عدد الناخبين في الانتخابات الأخيرة لمجلس الأمة الكويتي 2022 في جميع الدوائر الانتخابية 795,911 ناخبًا.

## تاريخ الدوائر الانتخابية
طرأت على الدوائر الانتخابية في دولة الكويت ثلاث تغيرات وتعديلات أساسية بالإضافة للعديد من التعديلات الطفيفة منذ نشأت الديموقراطية في دولة الكويت وحتى يومنا هذا.

### 1961–1976: عشرة دوائر انتخابية
في عام 1961 تم تقسيم الكويت لأول مرة في تاريخها إلى 20 دائرة انتخابية طبقاً للقانون رقم 25 والخاص بنظام انتخاب أعضاء المجلس التأسيسي على أن يُنتخب نائب عن كل منطقة. ولكن لم يتم تفعيل هذا القانون وتم تعديله قبل العمل به، حيث صدر قانون في تاريخ 7 أكتوبر من العام نفسه ينص على أن يكون التقسيم إلى عشرة دوائر انتخابية تنتخب كل منها عضوين، وهو القانون الذي على أساسه تم انتخاب أعضاء المجلس التأسيسي المكون من عشرين نائبا.
وفي عام 1962 ظلّ تقسيم العشرة دوائر انتخابية كما هو، ولكن تم تعديل عدد الأعضاء المنتخبين إلى خمسة أعضاء عن كل دائرة بدلاً من اثنين وذلك طبقا لنص المادة 51 من القانون رقم 35 في شأن انتخابات أعضاء مجلس الأمة. وعلى أساسه تم إجراء أول انتخابات لمجلس الأمة الكويتي سنة 1963. وظلّ قانون الدوائر الانتخابية كما هو حتى سنة 1976 (وهي السنة التي بها تم حل المجلس حلاً غير دستورياً) دون أن تطرأ عليه أيّة تغيرات جوهرية في أساسه، ولكن تمت بعض التعديلات الطفيفة من خلال تعديل أسماء بعض الدوائر ونقل بعض المناطق إلى دوائر أخرى.

### 1980–2006: خمسة وعشرون دائرة انتخابية
منذ سنة 1976 كانت انتخابات مجلس الأمة معطلة ومتوقفة حتى تاريخ 17 ديسمبر 1980. حيث أصدر أمير البلاد الراحل الشيخ جابر الأحمد الجابر الصباح أثناء فترة حل مجلس الأمة في فصله التشريعي الرابع مرسوماً بالقانون رقم 99 بإعادة تحديد الدوائر الانتخابية لعضوية مجلس الأمة. نصت مادته الأولى على تقسيم الكويت إلى 25 دائرة انتخابية بدلاً من 10 دوائر انتخابية كما كان سابقاً. على أن تنتخب كل دائرة عضوين للمجلس. وتم تطبيق القانون فعلياً في عودة الحياة البرلمانية من جديد حسب توزيع الدوائر الانتخابية الجديد. وكان ذلك بتاريخ 23 فبراير 1981.
في نهاية عام 2003 بدأ الحديث عن تعديل قانون الدوائر الانتخابية يأخذ الأولوية في النقاشات بين أعضاء مجلس الأمة وعامة الناس في الديوانيات. وكثر الحديث عن الآثار الاجتماعية والسياسية السلبية التي خلفها وضع الدوائر الانتخابية الخمسة وعشرون، حيث أنها قد عززت الانتماء للقبيلة والطائفة والعائلة على حساب الانتماء المجتمعي. وظل النقاش سائداً طوال فترة انعقاد المجلس في فصله التشريعي العاشر.
خلال عام 2004 تم مناقشة طلب تقليص الدوائر الانتخابية من 25 إلى 10، وفي تاريخ 14 يونيو 2004 تم رفض القانون من قبل أعضاء مجلس الأمة. وبعد وفاة الشيخ جابر الأحمد الجابر الصباح وتولّي أخيه الشيخ صباح الأحمد الجابر الصباح مقاليد الحكم نوقشت قضية تقليص الدوائر في مجلس الأمة من جديد وقد أعطيت الأولوية في جدول أعمال مجلس الأمة ، كما انطلقت حملة نبيها خمسة التي اتخذت من اللون البرتقالي رمزاً للحملة وانضم لها عدد من نواب الأمة. وكان هدف الحملة إيصال صوت الشارع الكويتي إلى القوى السياسية والضغط عليها للموافقة على التقليص.

### 2008–حتى الآن: خمسة دوائر انتخابية
في يوم 17 أبريل 2006 تم تقديم طلب جديد بتعديل قانون الدوائر الانتخابية وتقليصها من 25 دائرة إلى 5 دوائر انتخابية. بموافقة 29 عضو أطلق عليهم اسم كتلة ال29. وخلال شهر من تاريخ طلب تقليص الدوائر. شهد الشارع الكويتي تصعيداً من أطراف نيابية وحكومية ومواجهات بين القوى السياسية في الدولة، مما دعا بعض نواب مجلس الأمة إلى التهديد باستجواب رئيس مجلس الوزراء. مما دعى أمير البلاد الراحل الشيخ صباح الأحمد الجابر الصباح إلى حل مجلس الأمة حلاً دستورياً في تاريخ 21 مايو 2006 ودعا إلى انتخابات برلمانية جديدة في 29 يونيو 2006.
وبعد عودة الحياة البرلمانية وعودة الأعضاء لقاعة عبد الله السالم، تم طرح موضوع الدوائر الانتخابية مرة أخرى خلال شهر يوليو وبعد جلسة تاريخية تم التصويت على إقرار قانون تقليص الدوائر الانتخابية إلى 5 دوائر، وقد حاز القانون على موافقة 60 صوت وعارضه 2 وغاب عن الجلسة 3 أعضاء. وفي 1 اغسطس 2006 أصدر أمير البلاد الراحل الشيخ صباح الأحمد الجابر الصباح القانون رقم 42 لسنة 2006 بإعادة تحديد الدوائر الانتخابية لعضوية مجلس الأمة قسّم الكويت إلى خمس دوائر انتخابية على أن تنتخب كل دائرة عشرة أعضاء للمجلس وأن يكون لكل ناخب حق الإدلاء بصوته لأربعة من المرشحين في الدائرة المقيد فيها ويعتبر باطلاً التصويت لأكثر من هذا العدد.
وقد تمت الانتخابات ضمن تقسيم الدوائر الخمسة لأول مرة في تاريخ 17 مايو من عام 2008 وذلك بعد حل مجلس الأمة الكويتي 2006. وبعدها تم حل مجلس الأمة الكويتي 2008 فأجريت الانتخابات في عام 2009 تلتها آخر انتخابات وفقا لنظام الأربع أصوات في شهر فبراير 2012 إثر حل مجلس الأمة الكويتي 2009. وبعد إبطال مجلس الأمة الكويتي (فبراير 2012) عدل قانون الانتخاب بحيث يحق لكل ناخب حق الإدلاء بصوته لمرشح واحد فقط في الدائرة المقيد فيها ويعتبر باطلاً التصويت لأكثر من هذا العدد مع الإبقاء على تقسيم الدوائر الانتخابية لعضوية مجلس الأمة إلى خمس دوائر انتخابية على أن تنتخب كل دائرة عشرة أعضاء للمجلس.

### تقسيم الدوائر الانتخابية الحالي
| الدائرة الانتخابية         | عدد الناخبين |
| -------------------------- | ------------ |
| الدائرة الانتخابية الأولى  | 71 ألف       |
| الدائرة الانتخابية الثانية | 46 ألف       |
| الدائرة الانتخابية الثالثة | 63 ألف       |
| الدائرة الانتخابية الرابعة | 103 ألف      |
| الدائرة الانتخابية الخامسة | 114 ألف      |